# Jeangu Macrooy
Jeangu Macrooy (uitspr: /ʒɑ̃ˈgy maˈkroi/; Paramaribo, 6 november 1993) is een Surinaams-Nederlandse zanger, songwriter en acteur.

## Levensloop
Samen met zijn tweelingbroer Xillan vormde Macrooy in 2011 de band Between Towers. In januari 2013 verscheen hun eerste en enige album Stars on My Radio.
Na twee jaar studie aan het Conservatorium van Suriname in Paramaribo verhuisde hij in 2014 naar Nederland om in Enschede aan de ArtEZ Popacademie de opleiding songwriter te kunnen volgen.
In Nederland ontstond een samenwerking met muziekproducer Perquisite, die Jeangu ontmoette op een auditie bij ArtEZ waar Perquisite als gastdocent studenten beoordeelde. In december 2015 kreeg Macrooy een contract bij Perquisite's label Unexpected Records.

### 'Brave Enough'-ep
Op 7 april 2016 verscheen Macrooys debuut-ep Brave Enough. Zijn eerste single, "Gold", werd goed ontvangen: hij speelde op 19 april 2016 het nummer in de talkshow De Wereld Draait Door en het werd gebruikt in een reclame voor de HBO-serie Game of Thrones. Op 8 april 2016 werd Macrooy door de Nederlandse publieke radiozender NPO 3FM uitgeroepen tot Serious Talent.

### Debuutalbum 'High On You'
Macrooys debuutalbum High On You, waarvoor hij, net als bij zijn ep, de samenwerking aanging met Perquisite, verscheen 14 april 2017 op Unexpected Records. Het album kwam binnen in de album-charts en werd Radio 1 "CD van de week". De single "High On You" van dit album bereikte de nummer één-positie in de Top 40 Suriname.

### Tweede album 'Horizon'
Op zijn tweede album Horizon (2019) laat Jeangu meer diversiteit zien. Hij is een zelfverzekerde artiest geworden, die gedreven door nieuwsgierigheid en levenslust de wereld verkent. De albumpresentatie vindt plaats in een uitverkochte Paradiso grote zaal waarna een nieuwe clubtour door Nederland volgt. 

### Derde album 'Summer Moon'
Jeangu Macrooy’s derde studio album Summer Moon, dat hij maakte samen met producer Bud Kolk, kwam uit op 11 november 2022. Qua sound keert Jeangu op Summer Moon deels terug naar het soulvolle geluid van zijn debuutalbum High On You, maar er zijn ook elektronische invloeden hoorbaar. Het album werd genomineerd voor een Edison in de categorie Beste Soul/R&B/Funk album. In maart 2023 brengt Jeangu het nummer ‘Space’ uit. De single wordt uitgeroepen tot TopSong door NPO Radio 2. Later dat jaar vindt de ‘Summer Moon Tour’ plaats, een clubtour die in het teken staat van het nieuwste album.

### Optredens

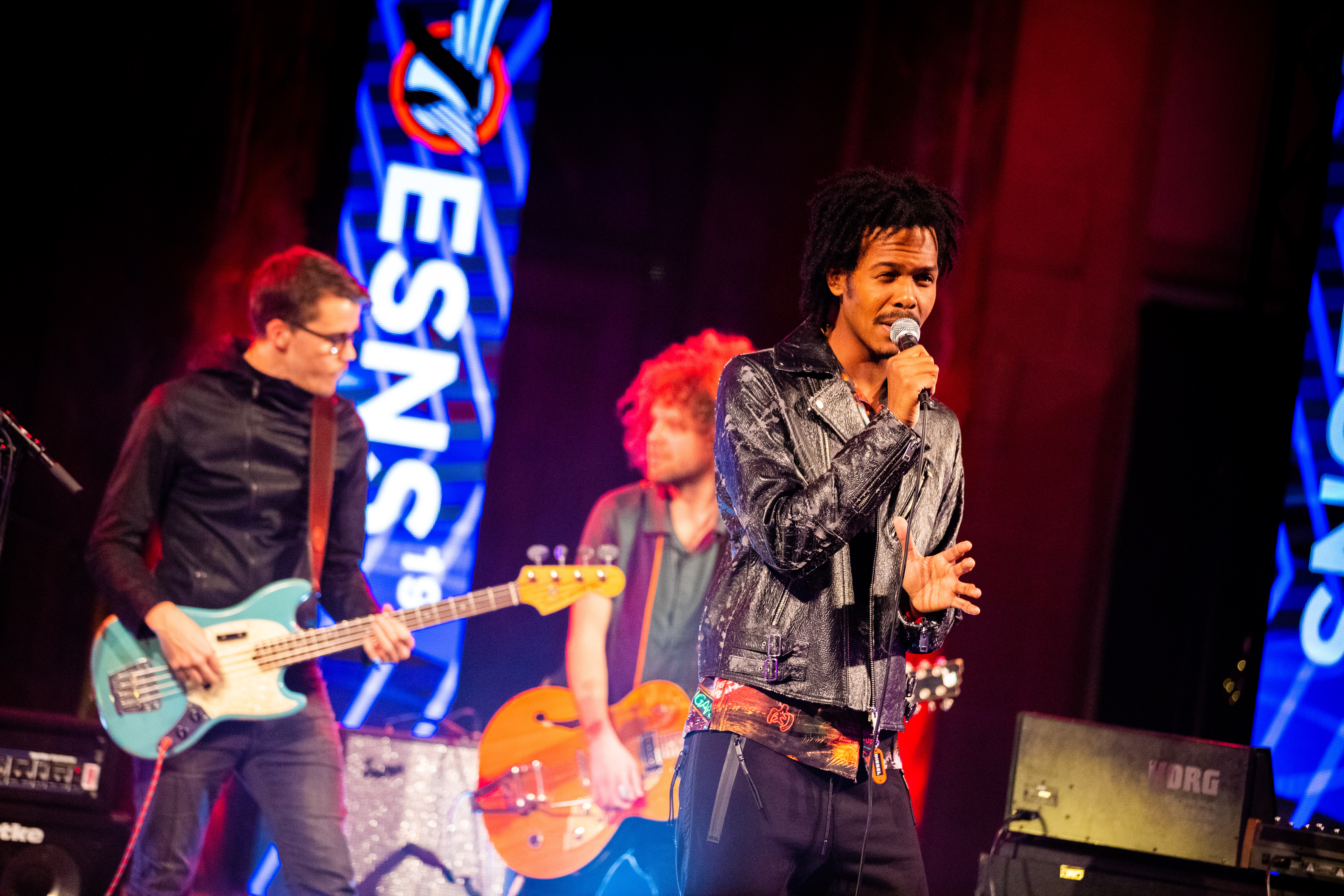
Macrooy tijdens Eurosonic Noorderslag 2019 in Groningen

Macrooy speelde in 2016 onder meer in de voorprogramma's van Selah Sue, Blaudzun, Remy van Kesteren en Bernhoft. Ook deed hij mee aan de Popronde. In 2017 tourde hij door Nederland met zijn eerste clubtour en in de zomer van 2017 speelde Macrooy met zijn band op verschillende festivals, waaronder Noorderslag, North Sea Jazz, Festival Mundial en A Campingflight to Lowlands Paradise.
Jeangu Macrooy treedt ook op buiten Nederland. Zo deed hij het voorprogramma bij concerten van Curtis Harding en Ayọ (in Duitsland) en Trombone Shorty (in Duitsland, België en Frankrijk). In de zomer van 2019 deed hij bovendien zijn eerste eigen (headliner) tour langs Keulen, Hamburg en Berlijn en stond hij op het internationaal vermaarde Reeperbahn Festival in Hamburg.
In het voorjaar van 2020 zou Macrooys 'Horizon' Theatertour van start gaan, maar die werd vanwege de coronapandemie geannuleerd.

### De Wereld Draait Door (DWDD)
Na zijn debuut bij DWDD is Macrooy regelmatig te gast geweest voor zijn eigen muziek en een aantal keer om een ode te brengen. Zo bracht hij odes aan Stevie Wonder, George Michael en The Blue Diamonds en zong hij "The Times They Are a-Changin' van Bob Dylan in een terugblik van DWDD. In seizoen 2018/2019 bracht Macrooy samen met Ruben Hein in verschillende optredens odes aan Paul Simon en Elton John die eerder dat jaar hun afscheidstournees aankondigden.

### The Passion
Macrooy speelde de rol van Judas Iskariot in The Passion 2018, wat op Witte Donderdag 29 maart 2018 rechtstreeks vanuit Amsterdam-Zuidoost werd uitgezonden op NPO 1.

### Eurovisiesongfestival

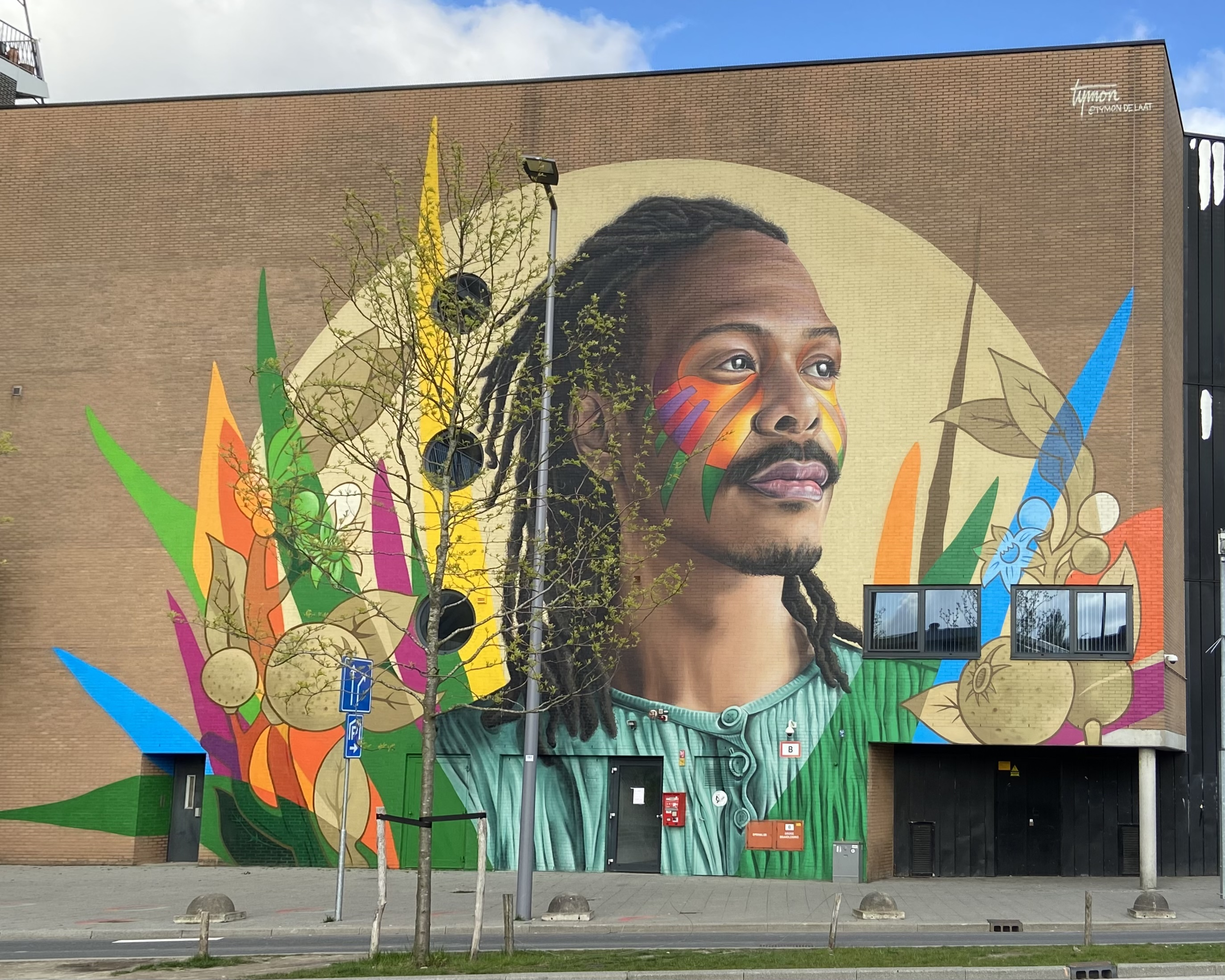
Wandschildering van Macrooy in Rotterdam, door de Rotterdamse kunstenaar Tymon de Laat

Macrooy zou tijdens het Eurovisiesongfestival 2020 in Rotterdam Nederland vertegenwoordigen met het nummer Grow. Vanwege de coronapandemie werd het festival echter geannuleerd. Hij werd evenwel meteen geselecteerd voor deelname aan het Eurovisiesongfestival 2021. Hij deed mee met het nummer Birth of a New Age, dat geschreven en geproduceerd werd door Jeangu Macrooy en Perquisite. Bij het live optreden werd hij geflankeerd door zijn tweelingbroer Xillan, zangeres A Mili en danser Gil The Grid. Hij eindigde met 11 punten op een 23e positie, met geen enkel punt van de televoters.

### Jesus Christ Superstar
Eind 2023 werd aangekondigd dat Jeangu de rol van Jezus zou vertolken in de rockmusical 'Jesus Christ Superstar', van Andrew Lloyd Webber en Tim Rice onder regie van Ivo van Hove. Het theaterspektakel vond plaats van januari 2024 tot november 2024 en leverde lovende 5-sterren recensies op in alle nationale kranten. Ook werd Jeangu genomineerd voor ‘beste mannelijke hoofdrol in een grote musical’ bij de Musical Awards 2024. In maart 2025 was Macrooy te zien in het RTL 4-programma The Floor VIPS. In dezelfde maand deed hij samen met Joy Delima mee aan het televisieprogramma That's My Jam.

### Hadestown
Vanaf 29 juni 2025 is Jeangu te zien in de rol van Orpheus in de musical 'Hadestown'. De Broadway musical zal de hele zomer te zien zijn in Koninklijk Theater Carré in Amsterdam. 

### Vierde album 'Young, Awkward & Lonely'
Jeangu’s vierde studio album 'Young, Awkward & Lonely', dat geproduceerd wordt door Jasper Zuidervaart (o.a. Chef'Special), staat gepland voor release in het najaar van 2025; de eerste vier singles zijn inmiddels uit en positief ontvangen. 

## Discografie

### Albums
| Album met eventuele hitnotering(en) in de Nederlandse Album Top 100 | Datum van verschijnen | Datum van binnenkomst | Hoogste positie | Aantal weken | Opmerkingen |
| ------------------------------------------------------------------- | --------------------- | --------------------- | --------------- | ------------ | ----------- |
| High on You                                                         | 13-04-2017            | 22-04-2017            | 69              | 3            |             |
| Horizon                                                             | 08-02-2019            | -                     | 126             | 1            |             |
| Live!                                                               | 06-11-2019            | -                     | -               | -            | Livealbum   |
| Summer Moon                                                         | 11-11-2022            | -                     | -               | -            |             |

### Ep's
| Album met eventuele hitnotering(en) in de Nederlandse Album Top 100 | Datum van verschijnen | Datum van binnenkomst | Hoogste positie | Aantal weken | Opmerkingen |
| ------------------------------------------------------------------- | --------------------- | --------------------- | --------------- | ------------ | ----------- |
| Brave Enough EP                                                     | 07-04-2016            | -                     | -               | -            | Ep          |

### Singles
| Single met eventuele hitnotering(en) in de Nederlandse Top 40 | Datum van verschijnen | Datum van binnenkomst | Hoogste positie | Aantal weken | Opmerkingen                                                        |  |
| ------------------------------------------------------------- | --------------------- | --------------------- | --------------- | ------------ | ------------------------------------------------------------------ |  |
| Step Into the Water                                           | 01-03-2017            | -                     | -               | -            |                                                                    |  |
| How Much I Love You                                           | 11-05-2018            | -                     | -               | -            |                                                                    |  |
| Dance with Me                                                 | 14-09-2018            | -                     | -               | -            |                                                                    |  |
| Shake Up This Place                                           | 11-01-2019            | -                     | -               | -            |                                                                    |  |
| Second Hand Lover                                             | 19-04-2019            | -                     | -               | -            |                                                                    |  |
| Grow                                                          | 04-03-2020            | 14-03-2020            | 29              | 3            | Nr. 48 in de Single Top 100 / Inzending Eurovisiesongfestival 2020 |  |
| Grow (Live)                                                   | 01-05-2020            | -                     | -               | -            |                                                                    |  |
| Birth of a New Age                                            | 04-03-2021            | 13-03-2021            | 37              | 2            | Nr. 30 in de Single Top 100 / Inzending Eurovisiesongfestival 2021 |  |
| A Little Greener (feat. Pete Philly)                          | 05-11-2021            | -                     | -               | -            |                                                                    |  |
| Worship                                                       | 28-01-2022            | -                     | -               | -            |                                                                    |  |
| Admit It                                                      | 22-04-2022            | -                     | -               | -            |                                                                    |  |
| Paris                                                         | 16-09-2022            | -                     | -               | -            |                                                                    |  |
| Space                                                         | 31-03-2023            | -                     | -               | -            |                                                                    |  |
| Young, Awkward & Lonely                                       | 26-04-2024            | -                     | -               | -            |                                                                    |  |
| Happier                                                       | 13-09-2024            | -                     | -               | -            |                                                                    |  |
| I Found Someone'                                              | 22-11-2024            | -                     | -               | -            |                                                                    |  |
| Everybody Needs Somebody                                      | 07-03-2025            | -                     | -               | -            |                                                                    |  |

## Nominaties en prijzen
- November 2015: winnaar Twentse Pop Secret prijs[15]
- December 2016: genomineerd voor een Edison in de categorie Beste nieuwkomer[16]
- April 2017: winnaar Popprijs Overijssel 2017[17]
- December 2017: genomineerd voor een Edison in de categorie Beste Album 2018[18]
- November 2018: door Esquire genomineerd als Best Geklede Man 2018[19]
- September 2019: een van de drie genomineerden Zilveren Notenkraker 2019[20]
- Januari 2024: genomineerd voor een Edison in de categorie Beste Soul/R&B/Funk album [21]

- Gemeinsame Normdatei: 1202658784
- International Standard Name Identifier: 0000 0004 6320 0843
- MusicBrainz: 150facc9-3ecc-492b-8e17-358b0d6c1330
- Virtual International Authority File: 4797157884833160620007

1956: Jetty Paerl + Corry Brokken · 
1957: Corry Brokken · 
1958: Corry Brokken · 
1959: Teddy Scholten · 
1960: Rudi Carrell · 
1961: Greetje Kauffeld · 
1962: De Spelbrekers · 
1963: Annie Palmen · 
1964: Anneke Grönloh · 
1965: Conny Vandenbos · 
1966: Milly Scott · 
1967: Thérèse Steinmetz · 
1968: Ronnie Tober · 
1969: Lenny Kuhr · 
1970: Hearts of Soul · 
1971: Saskia & Serge · 
1972: Sandra & Andres · 
1973: Ben Cramer · 
1974: Mouth & MacNeal · 
1975: Teach-In · 
1976: Sandra Reemer · 
1977: Heddy Lester · 
1978: Harmony · 
1979: Xandra · 
1980: Maggie MacNeal · 
1981: Linda Williams · 
1982: Bill van Dijk · 
1983: Bernadette · 
1984: Maribelle · 
1986: Frizzle Sizzle · 
1987: Marcha · 
1988: Gerard Joling · 
1989: Justine Pelmelay · 
1990: Maywood · 
1992: Humphrey Campbell · 
1993: Ruth Jacott · 
1994: Willeke Alberti · 
1996: Maxine & Franklin Brown · 
1997: Mrs. Einstein · 
1998: Edsilia Rombley · 
1999: Marlayne · 
2000: Linda Wagenmakers · 
2001: Michelle · 
2003: Esther Hart · 
2004: Re-union · 
2005: Glennis Grace · 
2006: Treble · 
2007: Edsilia Rombley · 
2008: Hind · 
2009: Toppers · 
2010: Sieneke · 
2011: 3JS · 
2012: Joan Franka · 
2013: Anouk · 
2014: The Common Linnets · 
2015: Trijntje Oosterhuis · 
2016: Douwe Bob ·
2017: OG3NE · 
2018: Waylon · 
2019: Duncan Laurence · 
2021: Jeangu Macrooy · 
2022: S10 ·
2023: Mia Nicolai & Dion Cooper ·
2024: Joost Klein ·
2025: Claude